# Nuwakot (huyện)
Nuwakot (tiếng Nepal:नुवाकोट) là một huyện thuộc khu Bagmati, vùng Trung Nepal, Nepal. Huyện này có diện tích 1121 km², dân số thời điểm năm 2001 là 288478 người.

## Dân số
Biến động dân số giai đoạn 1952-2001:
| Năm    | 1952   | 1961   | 1971   | 1981   | 1991   | 2001   |
| ------ | ------ | ------ | ------ | ------ | ------ | ------ |
| Dân số | 147496 | 162981 | 172718 | 202976 | 245260 | 288478 |